# Camí de Mussarra al Coll de Lligabosses
El Camí de Mussarra al Coll de Lligabosses és una pista forestal que uneis la casa de Mussarra amb el Coll de Lligabosses. Discorre majoritàriament pel terme municipal de Monistrol de Calders, del Moianès, però durant un tram llarg fa de límit municipal entre Monistrol de Calders i Talamanca, i en els seus darrers metres entra en el terme de Mura, del Bages.
Surt de la casa de Mussarra cap a llevant, deixant enrere la Quintana de Mussarra i el Pla de Mussarra, deixant a migdia el Camp Rodó. Al cap de 375 metres arriba a ponent dels Camps del Casalot, on el camí deixa a l'esquerra el Camí del Bosc, i gira cap a migdia, per tal de resseguir cap al sud el Serrat de Mussarra. Al cap de poc passa pel Cau de la Guilla. En aquest lloc hi ha la cruïlla de camins on arriba, des de ponent, el Camí de Navarcles. Poc després arriba ran de la Pedrera de Mussarra, que queda a llevant del camí, on hi ha una altra cruïlla a la qual accedeix, també des de ponent, el Camí de Talamanca.
El camí de Mussarra a Lligabosses continua cap al sud, deixant a llevant les Costes de Mussarra i a ponent els paratges de Bonesfonts i de la Devesa. En tot aquest tram el camí fa de termenal entre Monistrol de Calders i Talamanca. Després deixa a llevant del Turó de Lligabosses, i en el darrer tram, després de rebre des de ponent un altre camí procedent de Talamanca, torç a llevant, entre en el terme municipal de Mura, i arriba al Coll de Lligabosses.